# Paweł Sołtys

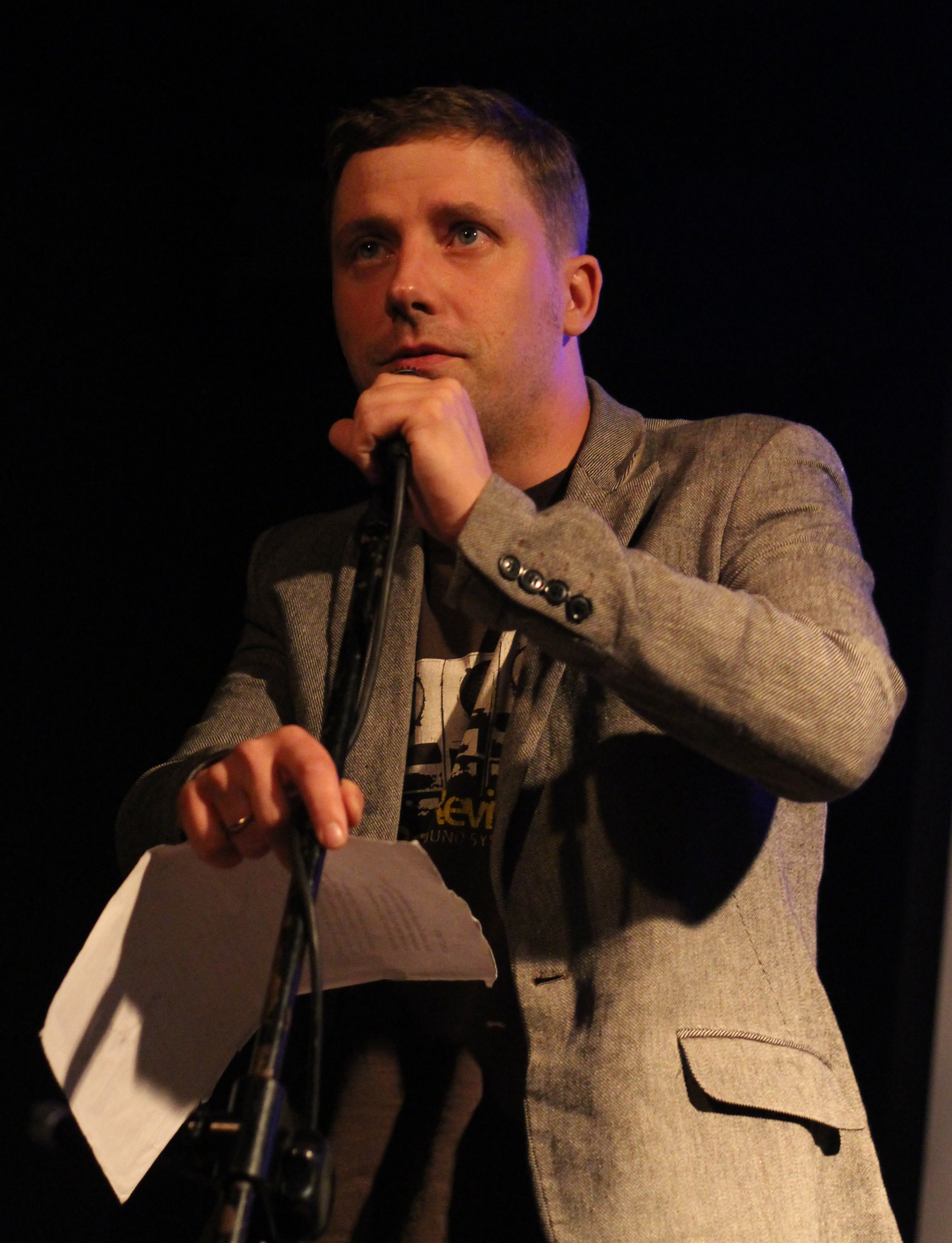
Paweł Sołtys (2013)

Paweł Sołtys, mit Künstlernamen Pablopavo (* 30. August 1978 in Warschau), ist ein polnischer Musiker und Schriftsteller.

## Leben
Sołtys wuchs in Warschau auf. Er nahm ein Studium der Russistik auf, das er jedoch nicht beendete. Seit den frühen 1990er Jahren interessiert er sich für die jamaikanische Musik und Kultur. Seit 2001 ist er Mitglied der Gruppierung Zjednoczenie Soundsystem, das er mit DJ Krzaq und Reggaenerator gründete. Seit 2003 war er Sänger der Band Vavamuffin. Als Solokünstler debütierte er 2009 mit dem Album Tele-hon.
Seine Erzählungen veröffentlichte er in den Zeitschriften Rita Baum und Lampa.
Er wohnt in Warschau.

## Diskografie

### Vavamuffin
- 2005: Vabang!
- 2006: Dubang!
- 2007: Inadibusu
- 2010: Mo’ Better Rootz
- 2013: Solresol

### Pablopavo
- 2009: Tele-hon
- 2011: 10 piosenek
- 2011: Głodne kawałki
- 2014: Polor
- 2014: Tylko
- 2015: Wir
- 2017: Ladinola
- 2018: Marginal

## Publikationen
- Mikrotyki, 2017

## Auszeichnungen und Nominierungen
- 2014: Paszport Polityki in der Kategorie Popmusik
- 2018: Finalist des Nike-Literaturpreises mit Mikrotyki
- 2018: Literaturpreis Gdynia in der Kategorie Prosa für Mikrotyki
- 2018: Finalist des Witold-Gombrowicz-Literaturpreises mit Mikrotyki